# Чендлер, Майкл
Майкл Чендлер-младший (англ. Michael Chandler; род. 24 апреля 1986) - американский боец смешанных боевых искусств. В настоящее время выступает под эгидой UFC в лёгкой весовой категории. Занимает 12 строчку официального рейтинга UFC в легком весе. Профессиональную карьеру начал в 2009 году. Приобрел известность выступая в Bellator MMA, с 2010 по 2020 год. Трижды становился чемпионом Bellator в легкой весовой категории. Является победителем четвертого сезона турнира Bellator. Так же провел 2 боя в бойцовской организации Strikeforce.

## Биография
Чендлер родился и вырос в Хай-Ридж, штат Миссури. Он  второй из четырёх детей у Майкла Чендлера-старшего и Бетти Чендлер. В средней школе Чендлер был на доске почета за достижения в футболе и за то, что занял второе место в Миссури Стэйт на чемпионате по борьбе. Был даже признан самым ценным борцом.
После окончания Северо-Западной средней школы в 2004 году, Чендлер поступил в Миссурийский университет, где был в сборной по борьбе. Его специализацией в университете была сфера услуг по управлению личными финансами, а также сфера недвижимости. За время учёбы одержал невероятное количество побед и получил много почётных званий по борьбе.

## Смешанные единоборства

### Начало карьеры
После окончания борцовской карьеры Чендлер начал подготовку по смешанным единоборствам с Xtreme Couture. Дебютировал в ММА с первого раунда, одержав победу техническим нокаутом над Кайлом Сводли.

### Strikeforce
Чендлер дебютировал на Strikeforce 20 ноября 2009 года, где он бился с Ричардом Буфановонгом и выиграл бой техническим нокаутом во 2 раунде. Его следующий бой в Strikeforce был 15 мая 2010 года, где он бился с Солом Вудсом и выиграл бой меньше, чем за минуту.

### Bellator
Чендлер дебютировал в Bellator 30 сентября 2010 в Bellator 31, где он победил Скотта Стоппа техническим нокаутом в первом раунде. В своём следующем бою, на Bellator 32, Чендлер дрался против Криса Пейджа в полусреднем весе и выиграл бой на первой минуте (удушение гильотиной). В феврале 2011 года Bellator объявила, что Чендлер будет принимать участие в 4 сезоне Bellator турнира легковесов. В первом раунде турнира Чендлер боролся с поляком Марцином Хельдом.
В Bellator Чендлер выступал 10 лет. За это время он сумел победить в турнире легковесов в 2011 году, а уже на следующий год стал чемпионом в лёгком весе. Забрав этот титул у Эдди Альвареса, затем он дважды защищал его в боях с Риком Хоуном и Дэвидом Рикелсом, а после уступил всё тому же Альваресу (победа Альваресу была присуждена раздельным решением судей).
В дальнейшем Чендлер ещё дважды становился чемпионом Bellator в лёгком весе.

### Ultimate Fighting Championship
17 сентября 2020 года было официально объявлено о подписании контракта с UFC. Промоушен также объявил, что Чендлер рассматривается как запасной вариант на бой Хабиба Нурмагомедова и Джастина Гейджи на UFC 254, если бы кто-то из этих бойцов не смог принять участие в титульном бою.
24 января 2021 года провёл дебютный поединок в UFC, в котором брутально нокаутировал шестой номер рейтинга — Дэна Хукера — в первом раунде, и получил бонус «Выступление вечера».
В апреле 2021 года, после окончательной отставки Хабиба Нурмагомедова, было объявлено о бое Майкла Чендлера против Чарльза Оливейры на UFC 262 за вакантный титул чемпиона UFC в лёгком весе. Вскоре этот бой состоялся. В первом раунде Чендлер выглядел лучше Оливейры и даже был близок к победе, но во втором раунде Оливейра изменил ход боя и победил нокаутом, завоевав вакантный титул чемпиона UFC в лёгком весе.
6 ноября 2021 года на UFC 268 Чендлер встретился с Джастином Гейджи. Первый раунд был равный, но 2 из 3 судей отдали  этот раунд Чендлер, следующие 2 раунда тоже были равные, но Гейджи выглядел лучше, и во втором раунде даже сумел отправить Чендлера в нокдаун. По итогу трёх раундов судьи единогласным решением отдали победу  Джастину. Оба участника были награждены бонусом «Бой вечера».
7 мая 2022 года на UFC 274 Чендлер вернулся на победную тропу, встретившись в бою с Тони Фергюсоном. В первом раунде Чендлер шёл вперёд, но Фергюсон контрил каждое его движение, и сам Чендлер даже побывал в нокдауне; после неудачи в стойке Чендлер решил перевести бой в партер, но и в этом не преуспел. Наконец, на 17-й секунде второго раунда Фергюсон открылся, чем незамедлительно воспользовался Чендлер — он  выбросил фронт-кик и победил нокаутом. Эта победа принесла ему бонус «Выступление вечера».
12 ноября 2022 года на UFC 281 Чендлер дрался с Дастином Порье. Он проиграл этот бой удушением в третьем раунде. Этот поединок получил награду «Лучший бой вечера».
16 ноября 2024 на UFC 309 Чендлер встретился в матч-реванше с Чарльзом Оливейрой в 5 раундовом ко-мейнивенте. Оливейра победил единогласным решением. Этот бой получил бонус «Лучший бой вечера».
12 апреля 2025 на UFC 314 Чендлер встретился с Пэдди Пимблеттом. Чендлер проиграл техническим нокаутом в 3 раунде.

## Титулы и достижения

### Смешанные единоборства
- Ultimate Fighting Championship
  - Обладатель премии «Бой года» (один раз) против Джастина Гейджи.
  - Обладатель премии «Бой вечера» (три раза) против Джастина Гейджи, Дастина Порье и Чарльза Оливейры
  - Обладатель премии «Выступление вечера» (два раза) против Дэна Хукера и Тони Фергюсона
  - Обладатель премии «Нокаут года» (один раз) против Тони Фергюсона

- Bellator
  - Чемпион Bellator в лёгком весе (три раза).
  - Победитель турнира легковесов в 2011 году.
  - Наибольшее количество побед сдачей в легком весе (6)[5].
  - Вместе с Дэвидом Рикелсом наибольшее количество боёв в истории промоушена (23)[6].
  - Вместе с Патрисиу Фрейри наибольшее количество побед в истории промоушена (18)[6].
- MMAJunkie
  - Нокаут месяца (против Патрики Фрейре)[7].
- Sherdog
  - Прорыв года (2011)

## Статистика в смешанных единоборствах
| Боёв 33  | Побед 23 | Поражений 10 |
| -------- | -------- | ------------ |
| Нокаутом | 11       | 5            |
| Сдачей   | 7        | 1            |
| Решением | 5        | 4            |

| Результат | Рекорд | Соперник           | Способ                                   | Турнир                                     | Дата             | Раунд | Время | Место                          | Примечание                                                             |
| --------- | ------ | ------------------ | ---------------------------------------- | ------------------------------------------ | ---------------- | ----- | ----- | ------------------------------ | ---------------------------------------------------------------------- |
| Поражение | 23-10  | Пэдди Пимблетт     | TKO (удары)                              | UFC 314                                    | 12 апреля 2025   | 3     | 3:07  | Майами, Флорида, США           |                                                                        |
| Поражение | 23-9   | Чарльз Оливейра    | Единогласное решение                     | UFC 309                                    | 16 ноября 2024   | 5     | 5:00  | Нью-Йорк, США                  | «Лучший бой вечера» (3)                                                |
| Поражение | 23-8   | Дастин Порье       | Сдача (удушение сзади)                   | UFC 281                                    | 13 ноября 2022   | 3     | 2:00  | Нью-Йорк, США                  | «Лучший бой вечера» (2)                                                |
| Победа    | 23-7   | Тони Фергюсон      | KO (фронт кик)                           | UFC 274                                    | 7 мая 2022       | 2     | 0:17  | Финикс, Аризона, США           | «Выступление вечера» (2), «Нокаут года» (1)                            |
| Поражение | 22-7   | Джастин Гейджи     | Единогласное решение                     | UFC 268                                    | 6 ноября 2021    | 3     | 5:00  | Нью-Йорк, США                  | «Лучший бой вечера» (1); «Бой года» (1)                                |
| Поражение | 22-6   | Чарльз Оливейра    | Технический нокаут (удары)               | UFC 262                                    | 16 мая 2021      | 2     | 0:19  | Хьюстон, США                   | Бой за титул чемпиона UFC в лёгком весе.                               |
| Победа    | 22-5   | Дэн Хукер          | Технический нокаут (Удар рукой в голову) | UFC 257                                    | 24 января 2021   | 1     | 2:30  | Абу-Даби, ОАЭ                  | Дебют в UFC. «Выступление вечера» (1)                                  |
| Победа    | 21-5   | Бенсон Хендерсон   | Нокаут (удары)                           | Bellator 243                               | 7 августа 2020   | 1     | 2:09  | Анкасвилл, Коннектикут, США    |                                                                        |
| Победа    | 20-5   | Сидни Аутлоу       | Нокаут (удары)                           | Bellator 237                               | 29 декабря 2019  | 1     | 2:59  | Сайтама, Япония                | Бой в промежуточном весе (72,6).                                       |
| Поражение | 19-5   | Патрисиу Фрейри    | Технический нокаут (удары)               | Bellator 221                               | 11 мая 2019      | 1     | 1:01  | Роузмонт, Иллинойс, США        | Потерял титул чемпиона Bellator в лёгком весе.                         |
| Победа    | 19-4   | Брент Примус       | Единогласное решение                     | Bellator 212                               | 14 декабря 2018  | 5     | 5:00  | Гонолулу, Гавайи, США          | Завоевал вакантный титул чемпиона Bellator в лёгком весе.              |
| Победа    | 19-4   | Брэндон Гирц       | Удушающий приём (треугольник руками)     | Bellator 197                               | 13 апреля 2018   | 1     | 4:00  | Сент-Чарльз, Миссури, США      |                                                                        |
| Победа    | 18-4   | Гоити Ямаути       | Единогласное решение                     | Bellator 192                               | 20 января 2018   | 3     | 5:00  | Инглвуд, Калифорния, США       |                                                                        |
| Поражение | 17-4   | Брент Примус       | Технический нокаут (травма ноги)         | Bellator 180                               | 24 июня 2017     | 1     | 2:22  | Нью-Йорк, Нью-Йорк, США        | Потерял титул чемпиона Bellator в лёгком весе.                         |
| Победа    | 16-3   | Бенсон Хендерсон   | Раздельное решение                       | Bellator 165                               | 19 ноября 2016   | 5     | 5:00  | Сан-Хос, Калифорния, США       | Защитил титул чемпиона Bellator в лёгком весе.                         |
| Победа    | 15-3   | Патрики Фрейре     | Нокаут (удар)                            | Bellator 157: Dynamite 2                   | 24 июня 2016     | 1     | 2:14  | Сент-Луис, Миссури, США        | Завоевал вакантный титул чемпиона Bellator в лёгком весе. Нокаут года. |
| Победа    | 14-3   | Дэвид Рикелс       | Технический нокаут (удары)               | Bellator 145                               | 6 ноября 2015    | 2     | 3:05  | Сент-Луис, Миссури, США        |                                                                        |
| Победа    | 13-3   | Дерек Кампос       | Удушающий приём (сзади)                  | Bellator 138                               | 19 июня 2015     | 1     | 2:17  | Сент-Луис, Миссури, США        |                                                                        |
| Поражение | 12-3   | Уилл Брукс         | Технический нокаут (удары)               | Bellator 131                               | 15 ноября 2014   | 4     | 3:48  | Сан-Диего, Калифорния, США     | Бой за вакантный титул чемпиона Bellator в лёгком весе.                |
| Поражение | 12-2   | Уилл Брукс         | Раздельное решение                       | Bellator 120                               | 17 мая 2014      | 5     | 5:00  | Саутавен, Миссисипи, США       | Бой за титул временного чемпиона Bellator в лёгком весе.               |
| Поражение | 12-1   | Эдди Альварес      | Раздельное решение                       | Bellator 106                               | 2 ноября 2013    | 5     | 5:00  | Лонг-Бич, Калифорния, США      | Потерял титул чемпиона Bellator в лёгком весе.                         |
| Победа    | 12-0   | Дэвид Рикелс       | Нокаут (удары)                           | Bellator 97                                | 31 июля 2013     | 1     | 0:44  | Рио-Ранчо, Нью-Мексико, США    | Защитил титул чемпиона Bellator в лёгком весе.                         |
| Победа    | 11-0   | Рик Хоун           | Удушающий приём (сзади)                  | Bellator 85                                | 17 января 2013   | 2     | 3:07  | Ирвайн, Калифорния, США        | Защитил титул чемпиона Bellator в лёгком весе.                         |
| Победа    | 10-0   | Акихиро Гоно       | Технический нокаут (удары)               | Bellator 67                                | 4 мая 2012       | 1     | 0:56  | Рама, Онтарио, Канада          | Не титульный бой.                                                      |
| Победа    | 9-0    | Эдди Альварес      | Удушающий приём (сзади)                  | Bellator 58                                | 19 ноября 2011   | 4     | 3:06  | Холливуд, Флорида, США         | Завоевал титул чемпиона Bellator в лёгком весе.                        |
| Победа    | 8-0    | Патрики Фрейре     | Единогласное решение                     | Bellator 44                                | 14 мая 2011      | 3     | 5:00  | Атлантик-Сити, Нью-Джерси, США | Победил в турнире легковесов.                                          |
| Победа    | 7-0    | Ллойд Вудард       | Единогласное решение                     | Bellator 40                                | 9 апреля 2011    | 3     | 5:00  | Ньюкерк, Оклахома, США         | Полуфинал турнира легковесов.                                          |
| Победа    | 6-0    | Марцин Хельд       | Удушающий приём (треугольник руками)     | Bellator 36                                | 12 марта 2011    | 1     | 3:56  | Шривпорт, Луизиана, США        | Дебют в легком весе. Четвертьфинал турнира легковесов.                 |
| Победа    | 5-0    | Крис Пэйдж         | Удушающий приём (гильотина)              | Bellator 32                                | 14 октября 2010  | 1     | 0:57  | Канзас-Сити, Канзас, США       | Бой в промежуточном весе (74,8).                                       |
| Победа    | 4-0    | Скотт Степп        | Технический нокаут (удары)               | Bellator 31                                | 30 сентября 2010 | 1     | 1:57  | Лейк-Чарльз, Луизиана, США     | Бой в промежуточном весе (74,8).                                       |
| Победа    | 3-0    | Сальвадор Вудс     | Удушающий приём (сзади)                  | Strikeforce: Heavy Artillery               | 15 мая 2010      | 1     | 0:59  | Сент-Луис, Миссури, США        |                                                                        |
| Победа    | 2-0    | Ричард Боуфэнувонг | Технический нокаут (удары)               | Strikeforce Challengers: Woodley vs. Bears | 20 ноября 2009   | 2     | 2:07  | Канзас-Сити, Канзас, США       | Бой в промежуточном весе (74,8).                                       |
| Победа    | 1-0    | Кайл Свадли        | Технический нокаут (удары)               | First Blood                                | 8 августа 2009   | 1     | 3:30  | Лейк Озарк, Миссури, США       | Дебют в полусреднем весе.                                              |